# Білоусова
Білоу́сова (рос. Белоусова) — присілок у складі Каргапольського району Курганської області, Росія. Входить до складу Чашинської сільської ради.
Населення — 59 осіб (2010, 83 у 2002).
Національний склад населення станом на 2002 рік: росіяни — 91 %.